# أندري زيتز
أندري زيتز (الروسية: Зейц, Андрей Сергеевич) مواليد 14 ديسمبر 1986 في كازاخستان، هو دراج كازاخستاني في صنف سباق الدراجات على الطريق.

## سجل النتائج

### سباقات أو مراحل فاز بها
| التاريخ        | السباق                           | المركز                         |
| -------------- | -------------------------------- | ------------------------------ |
| 31 مايو 2009   | طواف إيطاليا 2009                | السادس في تصنيف أفضل شاب       |
| 01 مايو 2011   | طواف تركيا 2011                  | المركز الثاني                  |
| 24 يوليو 2011  | سباق طواف فرنسا 2011             | العاشر في تصنيف أفضل شاب       |
| 01 يناير 2014  | طواف أندلوسيا 2014               | الفائز حسب تصنيف سباقات السرعة |
| 28 أكتوبر 2014 | طواف هاينان 2014                 | المركز الثالث                  |
| 28 أكتوبر 2015 | طواف هاينان 2015                 | المركز الثاني                  |
| 18 يوليو 2016  | طواف بولندا 2016                 | الثامن في التصنيف العام        |
| 15 أكتوبر 2017 | طواف تركيا الرئاسي 2017          | التاسع في التصنيف العام        |
| 06 أكتوبر 2019 | طواف كرواتيا 2019                | الرابع في التصنيف العام        |
| 18 يوليو 2021  | سيتيمانا سيسليستا إيتاليانا 2021 | العاشر في التصنيف العام        |
| 15 أبريل 2022  | جيرو دي سيسيليا 2022             | التاسع في التصنيف العام        |
| 09 أكتوبر 2023 | 2023 Tour de Kyushu              | الفائز في التصنيف العام        |

## روابط خارجية
- أندري زيتز على موقع الاتحاد الدولي للدراجات (الإنجليزية)
- أندري زيتز على موقع أرشيف الدراجات (الإنجليزية)
- أندري زيتز على موقع إحصائيات الدراجات الإحترافية (الإنجليزية)
- أندري زيتز على موقع نسبة الدراجات (الإنجليزية)
- أندري زيتز على موقع CycleBase (الإنجليزية)
- أندري زيتز على موقع أوليمبيديا (الإنجليزية)